# مستعمره تاج ساراواک
مستعمره تاج ساراواک (انگلیسی: Crown Colony of Sarawak) مستعمره تاج انگلیس در جزیره بورنئو بود، که در سال ۱۹۴۶، بلافاصله پس از انحلال اداره نظامی انگلیس، تأسیس شد.